# Pla 75
Pla 75 (títol original, Plan 75) és una pel·lícula dramàtica japonesa del 2022 dirigida per Chie Hayakawa, protagonitzada per Chieko Baisho, Hayato Isomura i Stefanie Arianne. S'ha doblat i subtitulat al català.

## Repartiment
- Chieko Baishō com a Mishi Kakutani
- Hayato Isomura com a Himoru Okabe
- Stefanie Arianne com a Maria
- Yuumi Kawai com a Yoko Narimiya
- Takao Taka com a Yukio Okabe
- Ohkata Hisako com a Ineko
- Kazuyoshi Kushida com a Fujimaru
- Yusaku Mori
- Yoko Yano com a companya de feina de la Mishi
- Mari Nakayama com a companya de feina de la Mishi

## Estrena
La pel·lícula es va estrenar a la secció Un certain regard del 75è Festival de Cinema de Canes el 20 de maig de 2022. La pel·lícula també va rebre una menció especial del premi Càmera d'Or. La pel·lícula es va estrenar al Japó el 17 de juny. Va ser seleccionada com a candidata japonesa a la millor pel·lícula internacional als 95è Premis Oscar.
La distribuïdora cinematogràfica TBA Studios va adquirir-ne els drets de distribució als cinemes de les Filipines, un dels països coproductors d'aquesta pel·lícula.